# Milžany
Milžany (německy Milsau) jsou zaniklá vesnice v okrese Chomutov. Stály asi 3,5 kilometru severovýchodně od Kadaně v nadmořské výšce 293 metrů. Milžany byly po většinu své existence zemědělskou vesnicí, ale koncem osmnáctého století se v jejich okolí začalo těžit hnědé uhlí v malých hlubinných dolech. Vesnice zanikla v roce 1970 pravě v důsledku těžby uhlí v prostoru Lomu Nástup. V době zániku byly místní částí Tušimic.

## Název
Původní název vesnice zněl Mlžany ve významu ves Mlžanů (lidí, kteří žijí v mlze). Vesnice ho pravděpodobně dostala podle polohy v místech s častými výskyty mlh. V historických pramenech se jméno vesnice vyskytuje ve tvarech: von Milsan (1314), z Milzan (1508), z Milzau (1543), Milsan (1570), ve vsi Mylsen (1608), Milsau (1631), Milza (1654), Milsau (1787) nebo Milsau a Mílsa (1846).

## Historie

### Do devatenáctého století
První písemná zmínka o Milžanech pochází z roku 1314 a nachází se v přídomku Jindřicha z Milžan, takže je pravděpodobné, že ve vsi stával zemanský dvorec. Někdy po roce 1367 vesnici získalo město Kadaň a zařadilo ji mezi své šosovní dvory, jejichž majiteli byli kadaňští měšťané. Dvory odváděly městu poplatek (tzv. šosovné) a byly podřízeny městskému soudu. Naproti tomu byly osvobozeny od velké části robotních povinností a jejich držitelé směli na svých pozemcích lovit zvěř. V Milžanech bývaly tři dvory označované jako menší, střední a větší a patřily k nim také usedlosti a pozemky okolních vesnic.

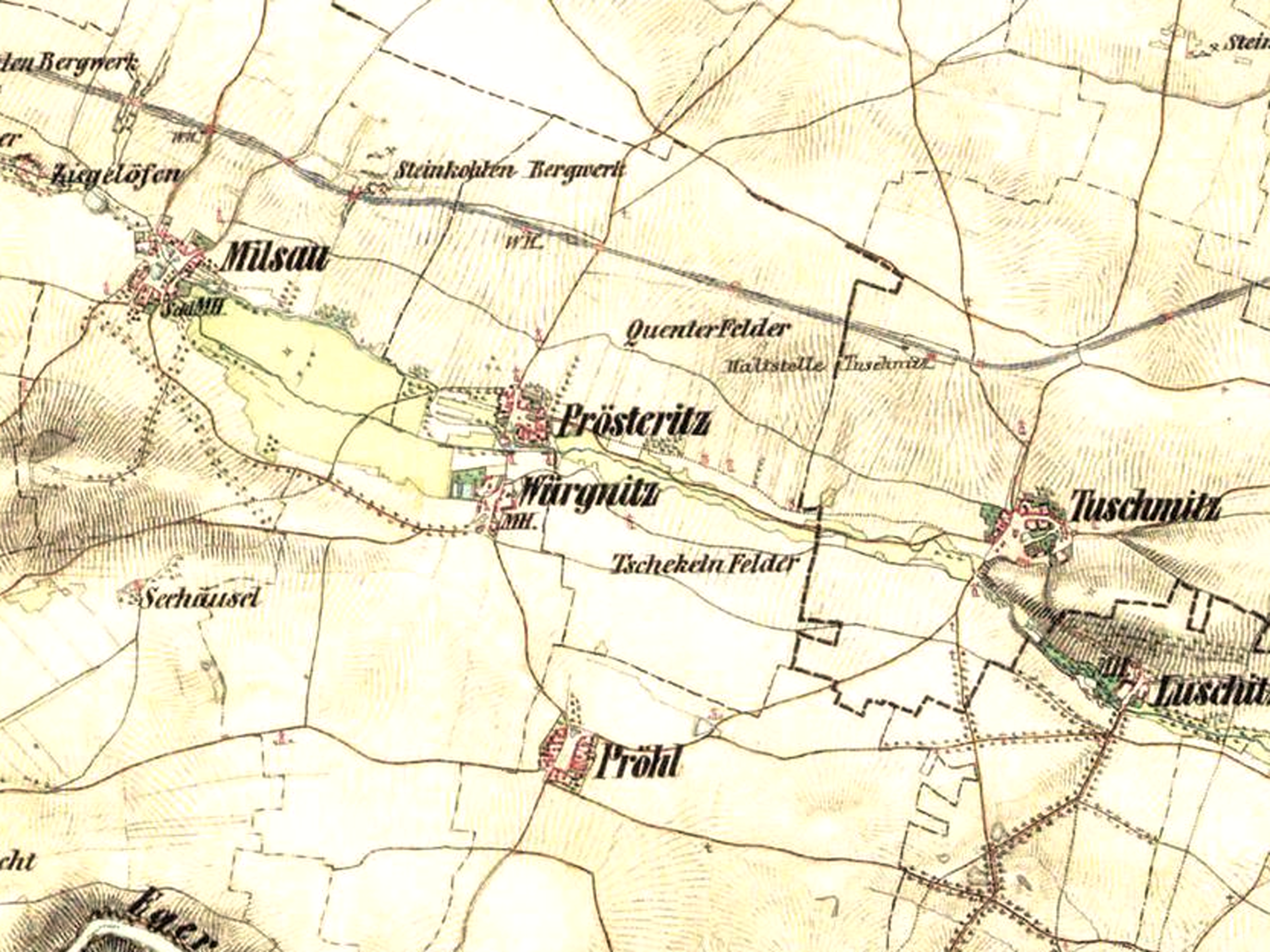
Milžany ('Milsau) na mapě z 19. století

Město vytvořilo rozsáhlý statek, jehož centrum bývalo právě v Milžanech. Podle berní ruly z roku 1654 ke statku patřily dvory ve Vrchnici, Prahlech, Čachovicích, Vadkovicích, Čermníkách, Hradci, Rokli, Krásném Dvorečku, Úhošťanech, Zásadě u Kadaně, Vlkani, Libědicích, Čejkovicích, Žaboklikách, Pokuticích, Lužici a Kadaňské Jeseni. V samotných Milžanech žilo šest sedláků, tři chalupníci, jeden zahradník a jeden člověk bez pozemkového majetku.
Větší milžanský dvůr býval, na rozdíl od ostatních, zapsán v zemských deskách a podléhal přímo zemskému soudu. V letech 1518–1537 patřil k majetku grünhainského kláštera, který své české statky spravoval z blízké Bystřice. Po zániku kláštera se dvůr dostal do držení města, které však přišlo o většinu majetku včetně Milžan za účast na stavovském povstání roku 1547. V roce 1549 město koupilo Milžany zpět a vlastnilo je až do roku 1621, kdy mu byly znovu zkonfiskovány za podporu stavovského povstání v letech 1618–1620. Město vesnici získalo zpět roku 1628 a její vrchností zůstalo až do zrušení patrimoniální správy v roce 1848. Roku 1783 se městského majetku dotkla tzv. raabizace, během které byly pozemky některých milžanských dvorů rozděleny mezi poddané, jimž byla zároveň náhradou za peněžní poplatek zrušena robota.

### Hornictví
Těžba hnědého uhlí v okolí Prunéřova a Milžan začala už před rokem 1780, kdy zde bylo v provozu několik obecních dolů. Ty se na rozdíl od dolů v okolí Pětipes udržely poměrně dlouho, protože měly podstatně lepší geologické podmínky: kvalitní uhlí bylo většinou uloženo až na výjimky v hloubkách do deseti až dvaceti metrů a mocnost sloje přesahovala tři až šest metrů. V roce 1780 došlo u vesnice k samovznícení uhlí, a vypukl podzemní požár, který byl uhašen až po třiceti letech zavedením vody z Prunéřovského potoka do dolů. Část podniků byla sice uzavřena během hospodářské krize po roce 1873, ale jiné ji překonaly a během první světové války došlo k opětovnému rozvoji podnikání. V té době byly také otevírány první velké povrchové lomy.
Významným podnikem byl jeden kilometr severovýchodně od Milžan důl Merkur. Původně malý důl zvaný Josef Karolina František a později Josef byl sice opuštěn, ale v roce 1904 byl jeho provoz obnoven a roku 1912 ho přejmenovali na Merkur. Pracovalo zde až 170 horníků, kteří dobývali 8,5 m mocnou sloj v hloubce do 80 m. Kvalitní uhlí se odváželo lanovkou k železniční trati Prunéřov–Březno. Důl byl uzavřen počátkem třicátých let dvacátého století s celkovou produkcí 900 000 tun uhlí. Druhým významným dolem byla Anna Karolina, na jehož dolovém poli před ním existovaly menší doly Anna, František a Karolina, které těžily do 700 tun ročně. V dole Anna Karolina se ročně těžilo asi 15 000 tun a jeho provoz trval do roku 1908. Po několik změnách majitelů zde byl v roce 1918 otevřen povrchový lom Ella. Přestože lom poskytoval kvalitní uhlí, byl v roce 1923 pro potíže s odbytem uzavřen. Celkem se za dobu dolování v jeho oblasti vytěžil až jeden milión tun uhlí.
Menšími doly u Milžan byly doly Bernard (1904–1911) a Prokop, který byl otevřen od konce první světové války do roku 1928. Na prvním z nich bylo vytěženo maximálně 30 000 tun a na druhém asi 60 000 tun kvalitního uhlí. Kromě nich jsou známy také malé doly Leopold, Václav, Kazimír, Archanděl Gabriel aj.

### Moderní dějiny
Až do první světové války v Milžanech žilo německé obyvatelstvo. Vesnice patřila k prunéřovské farnosti, děti chodily do školy v Bystřici a poštovní úřad býval v Kadani. Během druhé světové války byl v Milžanech zajatecký tábor. Po válce musela většina obyvatel odejít, ale do prázdných usedlostí se brzy přistěhovali noví obyvatelé. Ti roku 1951 založili jednotné zemědělské družstvo, které fungovalo až do zániku vesnice. V průběhu šedesátých let dvacátého století se ke vsi přibližovala těžba uhlí v prostoru Lomu Nástup, a roku 1970 vesnice zanikla.

## Přírodní poměry
Milžany mívaly katastrální území s rozlohou 430 hektarů, které bylo po jejich zániku připojeno ke katastrálnímu území Tušimice. Oblast se nachází v Mostecké pánvi a původní nadmořská výška vsi se pohybovala okolo 293 metrů. Vesnicí protékal Lužický potok.

## Obyvatelstvo
Při sčítání lidu v roce 1921 zde žilo 344 obyvatel (z toho 181 mužů), z nichž bylo 21 Čechoslováků, 315 Němců a osm cizinců. Až na devět evangelíků patřili k římskokatolické církvi. Podle sčítání lidu z roku 1930 měla vesnice 350 obyvatel: deset Čechoslováků, 330 Němců a deset cizinců. Kromě patnácti evangelíků a osmi lidí bez vyznání se všichni hlásili k římskokatolické církvi.
|           | 1869 | 1880 | 1890 | 1900 | 1910 | 1921 | 1930 | 1950 | 1961 | 1970 |
| --------- | ---- | ---- | ---- | ---- | ---- | ---- | ---- | ---- | ---- | ---- |
| Obyvatelé | 252  | 292  | 279  | 288  | 300  | 344  | 350  | 140  | 110  | 66   |
| Domy      | 30   | 40   | 42   | 41   | 43   | 46   | 50   | 38   | .    | 10   |

## Obecní správa
Po zrušení poddanství bývaly Milžany osadou obce Prahly, ale od 1. ledna 1920 se staly samostatnou obcí, kterou zůstaly až do roku 1960, kdy byly jako část obce připojeny k Tušimicím. Úředně zanikly 24. února 1970.

## Pamětihodnosti
Na návsi stával jednopatrový pozdně barokní panský dům z konce osmnáctého století, který býval označovaný jako zámek. Ze stejného období pocházely pozdně barokní domy čp. 4 a 5 s branami zdobenými sochami svatého Floriána a svatého Antonína. Naproti nim stálo sousoší Piety z roku 1741 od Karla Waitzmanna (přemístěna k údlickému kostelu Povýšení svatého Kříže) a na okraji vesnice stávala socha svatého Jana Nepomuckého z roku 1834.
Kromě toho se na návsi nacházela čtvercová kaple, ke které byla z jedné strany přistavěna hasičská zbrojnice. Kaple měla stanovou střechu s věžičkou. Na jihozápadním okraji vesnice byla dvojice zděných výklenkových kapliček, z nichž jedna stála u odbočky ze silnice k Bystřici.